# Osservatorio Archenhold
L'osservatorio Archenhold si trova nel Parco Treptow a Berlino a 41 m sopra il livello del mare, nel quartiere di Alt-Treptow. Ospita il Grande Rifrattore.

## Storia
L'osservatorio in realtà era un'installazione temporanea per l'esposizione industriale a Berlino nel 1896. L'iniziativa di Wilhelm Julius Foerster e Wilhelm Max Meyer era fornire un luogo per la comunicazione delle conoscenze scientifiche e astronomiche alla popolazione generale.
Nel 1908, l'edificio di legno, pensato per la fiera fu demolito e al suo posto venne innalzato un nuovo edificio. L'apertura del nuovo edificio si è svolta il 4 aprile 1909. Il 2 giugno 1915 Albert Einstein tenne una conferenza pubblica sulla teoria della relatività generale.
Nel 1931, come direttore dell'osservatorio. Durante la seconda guerra mondiale, l'osservatorio fu colpito da una bomba nell'ala sud-ovest. Su proposta del Consiglio Comunale di Educazione tedesco, l'osservatorio venne rinominato nel 1946 in Archenhold osservatorio. Nel giugno del 1948 Diedrich Wattenberg, che aveva già lavorato con Archenhold, fu nominato direttore dell'osservatorio. Dal 1959 l'osservatorio è stato sempre più utilizzato a fini didattici in fisica e astronomia. Per raggiungere questo obiettivo, nel 1960 sul luogo sono state costruite altre due strutture con il tetto a cupola. Inoltre, venne costruito un auditorium con 48 posti a sedere, progettato per consentire la proiezione di un'immagine solare di 80 cm di diametro e uno spettro solare di 3 m.
L'osservatorio è stato completamente rinnovato tra il 1995 e il 1996.
Dalla metà del 2002, l'osservatorio è una parte del Museo della tecnologia tedesca.
L'ex direttore Dieter B. Herrmann è stato ritirato nel 2005. Dal 2009 l'osservatorio è diretto da Felix Lühning.

## Caratteristiche
L'osservatorio dispone dei seguenti strumenti:

### Il grande rifrattore
Il rifrattore è stato costruito nel 1896 per l'Esposizione Industriale di Berlino. Dispone un foro di 68 cm, una lunghezza focale di 21 metri e una massa in movimento di 130 t.
Le lenti del rifrattore provenivano da CA Steinheil & Soehne, consegnate a Monaco di Baviera. Il rifrattore è un monumento storico dal 1967.

### Planetario Zeiss
Il planetario è ubicato in una piccola cupola di otto metri e dispone di 38 posti a sedere. È stato inaugurato nel 1959 come il Planetario Zeiss Klein della Germania dell'Est. Nel 1982, è stato sostituito dal più moderno tipo Zeiss (ZKP-2). Nel 1994, la sala del planetario è stata ridisegnata.

### Mostra di fisica solare
La mostra di fisica solare è allestita al piano terra, nel cosiddetto gabinetto solare analitico. Fu costruita nel 1965 su progetto di Diedrich Wattenberg e Erwin Rolf. Un telescopio solare riflette la luce del Sole all'interno del palazzo. La luce solare può essere all'occorrenza suddivisa in tutto lo spettro dei colori tramite quattro prismi triangolari rinfrangenti. Tramite un filtro H-alfa è inoltre possibile osservare le prominenze e le regioni attive del Sole.

### Strumenti
L'osservatorio inoltre dispone di:
- un telescopio Cassegrain (500 mm di apertura, 7500 mm di lunghezza focale),
- un rifrattore Coudè (150 mm di apertura, 2250 mm di lunghezza focale).
- un astrografo (120 mm di apertura e 600 mm di lunghezza focale), così come lo storico "rifrattore Urania".
- un telescopio newtoniano (250 mm e 1978 mm di lunghezza focale).